# 安托万·洛朗·德朱西厄
安托万·洛朗·德朱西厄（法語：Antoine Laurent de Jussieu，1748年4月12日—1836年9月17日），18至19世纪法国植物学家，主要贡献是最早对显花植物作出了系统的分类，其大多數分類觀點均被後世學者接受並沿用至今。

## 生平
1748年朱西厄生於里昂，後在巴黎学医，1770年毕业後到1826年间一直担任巴黎植物園的教授。
他依據形态学特徵劃分植物，改善了林奈主要依据雄蕊和雌蕊个数劃分植物的方法，对後世的被子植物分類學影响很大。默顿在他1981年的著作《植物科学的历史》中，統計出朱西厄建立的76个科均被ICBN保留，而林奈建立的科只有11个被保留。

## 著作
- Genera Plantarum, secundum ordines naturales disposita juxta methodum in Horto Regio Parisiensi exaratam, anno 1774. MS. notes. Parisiis, 1789.